# Nordend (szczyt)
Nordend (w jęz. niem. północny koniec) – szczyt w masywie Monte Rosa w Alpach Pennińskich o wysokości 4609 metrów. Drugi co do wysokości szczyt masywu Monte Rosa. Leży na granicy między Szwajcarią (kanton Valais) a Włochami (region Piemont).
Pierwszego wejścia dokonali E. Buxton, T.F. Buxton, J.J. Conwell, Guide Michel Payot i Binder w 1861 r.